# Yoka Verbeek
Yoka Elisa Julma Verbeek (30 oktober 1982) is een Nederlandse actrice.
Haar lagereschooltijd heeft ze doorgebracht op de 2e Daltonschool in Amsterdam. Ze volgde opleidingen op de JeugdtheJAterschool en Musical- en showballet Lucia Marthas. Na haar middelbare school, het Barlaeusgymnasium in Amsterdam (tussen 1994 en 2000), volgde ze diverse opleidingen zoals een Acteercursus van Lucas Borkel en kreeg ze zangles van Alet Wildmann.

## Filmografie
| Jaar | Productie                    | Rol                 | Type          | Regie                  | Info                                         |
| ---- | ---------------------------- | ------------------- | ------------- | ---------------------- | -------------------------------------------- |
| 2014 | Taart                        | moeder van Lot      | tv-serie      |                        | Afl. Alaska                                  |
| 2011 | De Eerste Snee               |                     | korte tv-film | Tallulah Schwab        |                                              |
| 2011 | Beet!                        | Diana               | korte film    |                        |                                              |
| 2010 | Meisjes van Thijs            | Kiki & Petra        | tv-serie      |                        |                                              |
| 2009 | Terug naar de kust           | Ans 22 jaar         | speelfilm     | Will Koopman           |                                              |
| 2008 | Randstad                     |                     | commercial    | André van Duren        |                                              |
| 2007 | Grijpstra & De Gier          | Connie Snoek        | tv-serie      | Peter Paul Muller      | S05E08 One for the Road                      |
| 2006 | Spoorloos verdwenen          | Ietje Vechter       | tv-serie      | Marc Willard           | S01E09 De verdwenen moeder                   |
| 2006 | Hotnews.nl                   | Suzan               | tv-serie      |                        |                                              |
| 2005 | Boy Meets Girl Stories       |                     | korte tv-film |                        | Afl.7 Ontwaken                               |
| 2005 | Boy Meets Girl Stories       |                     | korte tv-film |                        | Afl.1 Smachten                               |
| 2004 | Hartslag                     | Anna Scholten       | tv-serie      |                        | S02E05                                       |
| 2004 | Post                         |                     | film          | Joris J. Hoebe         | NFTA 3e-jaars film                           |
| 2004 | Without You                  |                     | videoclip     | Joris J. Hoebe         | Band: Absent Minded                          |
| 2004 | T-Mobile                     |                     | commercial    | Yani                   |                                              |
| 2004 | Goede tijden, slechte tijden | Tracey Gould        | tv-serie      |                        | Seizoen 14                                   |
| 2003 | Goede tijden, slechte tijden | Tracey Gould        | tv-serie      |                        | Seizoen 13                                   |
| 2003 | Meiden van De Wit            | Amber Versteeg      | tv-serie      | Pollo de Pimentel      | Afl.9 Olivier Stoned                         |
| 2003 | Anderland                    | Sonne               |               | Arne Toonen            | NFTA afstudeerproject                        |
| 2003 | Hartslag 2                   | Anna Scholten       |               | Pim van Hoeve          | Afl. 5.                                      |
| 2003 | Julie en Herman              | Betz                | speelfilm     | Kate Brown             |                                              |
| 2002 | Oesters van Nam Kee          | Studente medicijnen | speelfilm     | Pollo de Pimentel      |                                              |
| 2002 | D-Lounge                     | Anne                |               |                        | EO televisie                                 |
| 2002 | Goedemorgen                  |                     |               | Joris van den Berg     | NFTA toelatingsfilm                          |
| 2002 | Goed Kijken                  |                     |               | Tertia Adriaanse       | NFTA toelatingsfilm                          |
| 2002 | Spangen                      | Sharon              | tv-serie      | Pieter Walther de Boer | Afl. 3 Verbinding                            |
| 2002 | Costa!                       | Marijn              | tv-serie      | Pieter Bart Korthuis   | Afl. 3 Zon, Zee, Seks en een Dubbeldate      |
| 2001 | Costa!                       | Marijn              | tv-serie      |                        | Afl. 9 Zwoele nachten voor een Sprookjespaar |
| 2001 | Geef mij maar een boek       | Jutta               |               | Michiel Doekes         | Teleac/NOT - Afl. Splinters                  |
| 2001 | Vroeger bestaat niet meer    | Sasha Mensch        | telefilm      |                        |                                              |
| 2000 | Reis naar de maan            |                     | paradefilmpje | Joost Ranzijn          |                                              |